# Deteriorament cognitiu lleu
El deteriorament cognitiu lleu (la utilització de l'abreviatura DCL sense l'article, pot donar lloc a confusió amb la demència amb cossos de Lewy) és la manca de memòria i d'altres característiques humanes com el raonament, el llenguatge, etc., que pateixen algunes persones durant el seu envelliment, i que adquireixen característiques periòdiques en el temps, encara que els efectes són de baixa intensitat. Es troba sovint en una etapa de transició entre l'envelliment normal i la demència.
Tot i que el DCL es pot presentar amb una varietat de símptomes, quan la pèrdua de memòria és el símptoma predominant és anomenat "amnèsic" i és sovint vist com una fase prodròmica de la malaltia d'Alzheimer. Hi ha estudis que suggereixen que aquests individus tendeixen a progressar a malaltia d'Alzheimer probable a un ritme d'aproximadament el 10% a 15% per any.
A més, quan els individus tenen impediments en dominis diferents de la memòria es classifica com "no-amnèsic" i aquestes persones es creu que són més propenses a presentar posteriorment altres tipus de demència (per exemple, la demència amb cossos de Lewy).
No obstant això, alguns casos de DCL poden romandre estables en el temps o fins i tot remetre. La causalitat de la síndrome en si mateixa segueix sent desconeguda i, per tant, també la prevenció i el tractament.

## Causes i característiques
Les seves causes poden originar-se en lesions vasculars, malaltia d'Alzheimer o d'altres patologies cerebrals o de tipus més diversos.
Es caracteritza per la baixa relació amb els altres, en el rendiment al treball o inclús en les feines més feixugues de la casa, lloc on el pacient es troba més segur. En aquesta fase, la part més danyada és la memòria i també comença a canviar les seva conducta. La persona afectada sap cuidar-se de si mateixa, encara que solen patir de depressió. Els trastorns poden passar desapercebuts per part de la gent que no és del seu entorn més immediat.